# Wir waren Zeugen
Wir waren Zeugen ist ein französisches Filmdrama von André Téchiné aus dem Jahr 2007. Alternative Titel sind Die Zeugen (Festivaltitel) und Les Témoins (Aufführungstitel in der Schweiz).

## Handlung

### Die glücklichen Tage (Sommer 84)
Kinderbuchautorin Sarah und Mehdi, Oberinspektor bei der Pariser Sittenpolizei, sind Eltern eines Jungen geworden. Sie sind mit dem homosexuellen Arzt Adrien befreundet. Dieser lernt im Sommer 1984 den jungen Manu kennen, der in Paris seine Schwester Julie besucht, die Opernsängerin ist. Adrien und Manu werden ein Paar, auch wenn sie nie miteinander schlafen. Adrien zeigt ihm Paris und beide verbringen den Sommer mit Sarah und Mehdi im Sommerhaus von Sarahs Mutter, wo sie unter anderem Boot fahren. Eines Tages gehen Mehdi und Manu schwimmen. Manu überschätzt seine Kräfte und droht zu ertrinken. Mehdi zieht ihn aus dem Wasser. Der enge Kontakt zu Manu verwirrt ihn. Später sucht Manu Mehdi in Paris auf, um sich für die Rettung zu bedanken. Mehdi lädt ihn zu einem Rundflug ein. Auf dem Heimweg legt Manu Mehdi seine Hand auf den Oberschenkel, doch wehrt Mehdi ab. Er fährt zu einem Feld, wo sich beide näherkommen und schließlich miteinander schlafen. In der Folgezeit treffen sich beide immer häufiger, zumal Sarah eine schwierige Phase durchlebt: Sie hat eine Schreibblockade und erst nach der Geburt ihres Kindes erkannt, dass sie Kinder nicht mag und keine gute Mutter sein kann. Sarah weiß, dass Mehdi Affären hat, doch leben beide in einer offenen Beziehung. Andrien wiederum glaubt, dass Manu ihn nur nicht mehr sieht, weil er den Sommer über auf einem Campingplatz außerhalb von Paris arbeitet. Als er ihn einmal besucht, berichtet ihm Manu, dass er mit Mehdi zusammen ist. Adrien ist empört und schlägt Manu. Als dieser mit offenem Hemd vor ihm steht, sieht Adrien auf seinem Oberkörper ungewöhnliche Flecken. Manu schiebt das auf die Sonne, doch lässt Adrien Tests vornehmen. Bald ist klar, dass Manu die neu entdeckte und grassierende Krankheit AIDS hat. Manu trennt sich von Mehdi und zieht sich vollkommen auf den Campingplatz zurück, wo er in einem Wohnwagen lebt. Adriens Angebot ihn zu pflegen, lehnt er ab.

### Der Krieg (Winter 84–85)
Manu geht es immer schlechter. Er besorgt sich vom Wärter des Campingplatzes eines Pistole, um sich im Ernstfall selbst das Leben nehmen zu können. Obwohl er ihn nicht sehen will, sucht Mehdi ihn auf. Er hat geglaubt, dass Manu einen neuen Freund hat, und ist erschüttert, als er von seiner Erkrankung erfährt. Er begibt sich zu Adrien und lässt von ihm einen HIV-Test machen. Sarah berichtet er, dass eine Affäre von ihm das Virus hat und er deswegen den Kontakt mit ihr unterbrechen wird, solange das Testergebnis nicht da ist. Auch Sarah lässt sich testen. Sie erfährt dabei von Adrien die Wahrheit über Mehdi und Manu. Manu ist derweil zur Beobachtung ins Krankenhaus eingeliefert worden, weil das Virus inzwischen seine Hirnregionen angegriffen hat. Hier besucht ihn seine Schwester, die inzwischen eine kleine Rolle an der Pariser Oper singt. Manu lebt in seinen letzten Wochen bei Adrien, der ihn pflegt. Hier spricht Manu seine Lebensgeschichte auf Band. Mehdi erfährt, dass er sich nicht angesteckt hat, und kommt erneut mit Sarah zusammen. Manu will ihn nicht mehr sehen, doch geht Sarah zu Weihnachten zu ihm und Adrien. Die Begegnung mit Manu weckt in Sarah wieder die Kraft zu schreiben und so beginnt sie einen neuen Roman über Manus Lebensgeschichte. Mehdi will nicht, dass sie über Manu und damit auch über ihn schreibt. Nach einem Streit zieht sie sich in das Haus ihrer Mutter an der Küste zurück, wo sie in Ruhe arbeitet. Manu stirbt und wird im Beisein von Adrien und Julie beigesetzt.

### Der Sommer kehrt zurück
Bei einer Razzia muss auch Julie ihre Wohnung verlassen. So lernt sie Mehdi näher kennen, der die Razzia leitete. Beide fliegen gemeinsam, wie Mehdi es einst mit Manu tat. Adrien lernt Steve aus New York kennen, mit dem er eine Affäre beginnt. Beide werden von Sarah, die ihren Roman fertiggestellt hat, zum ersten Geburtstag ihres Sohnes eingeladen. Adrien weiß nicht, ob er dort das Versöhnungsangebot von Mehdi annehmen wird, hat er doch inzwischen Zweifel, ob Homo- und Heterosexuelle überhaupt befreundet sein können. Wie einst mit Manu, unternehmen sie am Ende dennoch zu fünft eine Bootsfahrt aufs Meer hinaus.

## Produktion

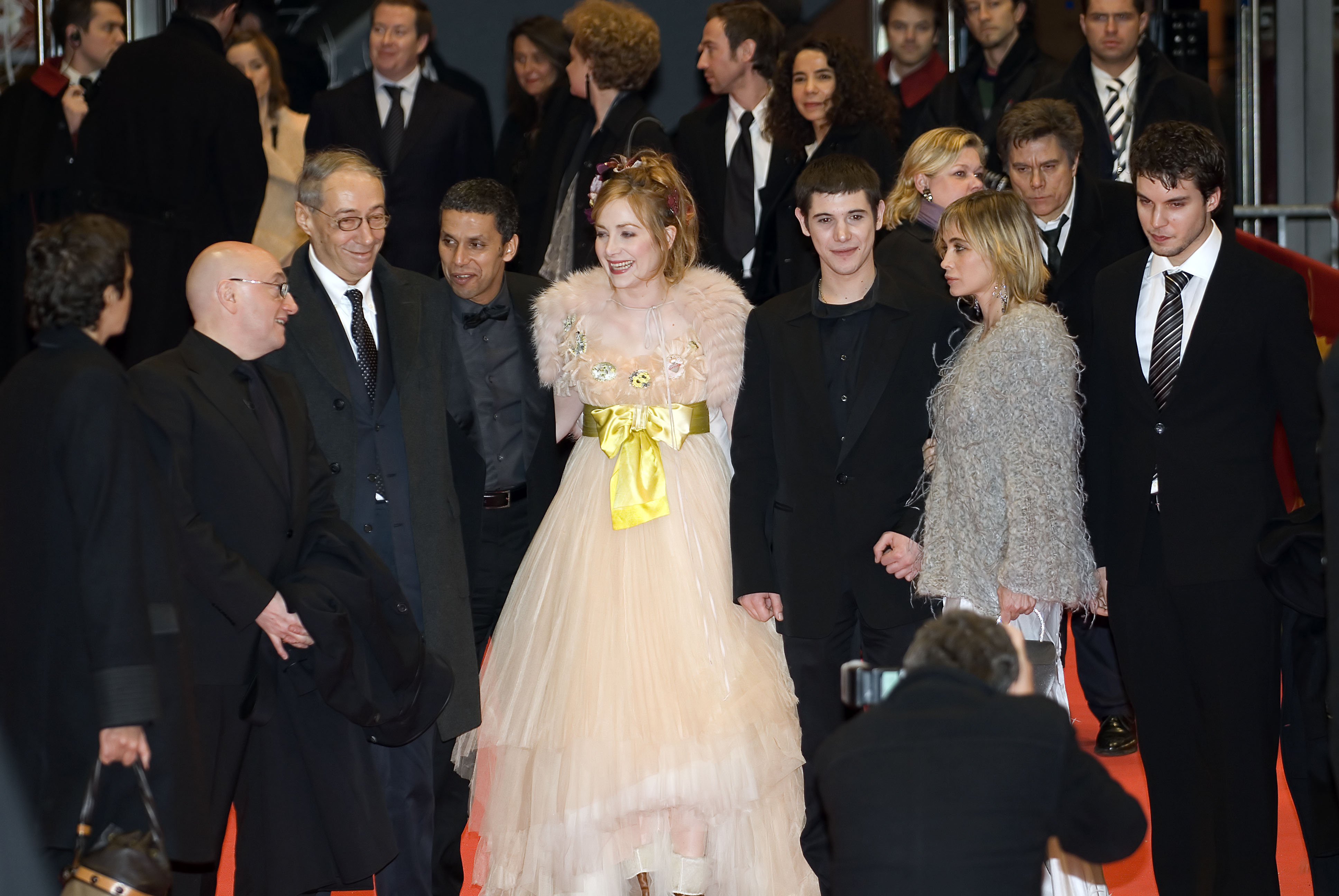
Die Darsteller 2007 bei der Berlinale-Premiere

Wir waren Zeugen wurde in Paris, Couflens (Département Ariège) und La Ciotat gedreht. Die Kostüme schuf Khadija Zeggaï, die Filmbauten stammen von Michèle Abbé-Vannier. Der Film erlebte am 12. Februar 2007 auf den Internationalen Filmfestspielen Berlin seine Premiere. Aufführungstitel war dabei Die Zeugen. Der Film kam nicht in die deutschen Kinos, lief jedoch unter dem Originaltitel am 7. März 2007 in der französischsprachigen und am 15. März 2007 in der deutschsprachigen Schweiz in den Kinos an. Französischer Kinostart war am 7. März 2007, wobei der Film von 384.954 Zuschauern gesehen wurde. In Deutschland lief der Film unter dem Titel Wir waren Zeugen am 2. Dezember 2013 erstmals auf arte im Fernsehen.

## Synchronisation
| Rolle  | Darsteller       | Synchronsprecher   |
| ------ | ---------------- | ------------------ |
| Adrien | Michel Blanc     | Rainer Schmitt     |
| Sarah  | Emmanuelle Béart | Susanne von Medvey |
| Mehdi  | Sami Bouajila    | Sascha Draeger     |

## Kritik
Der film-dienst nannte Wir waren Zeugen einen „ambitionierte[n] Beitrag zum Thema Sex und Liebe in Zeiten von AIDS und zum Umgang mit der tödlichen Krankheit“, der jedoch „angesichts der vielen Erzählstränge im langatmig-komplexen Erzählfluss zu versinken [droht]“. „Sittenbild: gut gespielt, aber zu brav“, fasste Cinema zusammen.
Fritz Göttler erwähnt im Rahmen einer Neuherausbringung des Filmes im Herbst 2024, dass dieser Film gehört zu den wenigen gehört, die das Auftauchen von Aids, den Schock, die Verzweiflung und die Wut der ersten Monate nicht zur Tragödie machen. Er stellt heraus, dass keine Szene dramatisch, verzweifelt oder melodramatisch wirke.

## Auszeichnungen
Wir waren Zeugen lief auf der Berlinale 2007 im Wettbewerb um den Goldenen Bären. Im Dezember 2007 wurde André Téchiné für einen Prix Louis Delluc nominiert.
Sami Bouajila gewann 2008 einen César als Bester Nebendarsteller. Der Film war für drei weitere Césars nominiert: In den Kategorien Bester Hauptdarsteller (Michel Blanc), Bester Nachwuchsdarsteller (Johan Libéreau) und Beste Regie (André Téchiné).